# Eliminator
Eliminator — восьмой студийный альбом рок-группы ZZ Top, выпущенный 23 марта 1983 года на лейбле Warner Bros. Records. Один из самых успешных альбомов группы за всю её историю, достигший «бриллиантового» статуса в США (на 7 августа 1996 года продано 10 000 000 копий), вошедший в десятку The Billboard 200 и продержавшийся там 135 недель.

## Название альбома

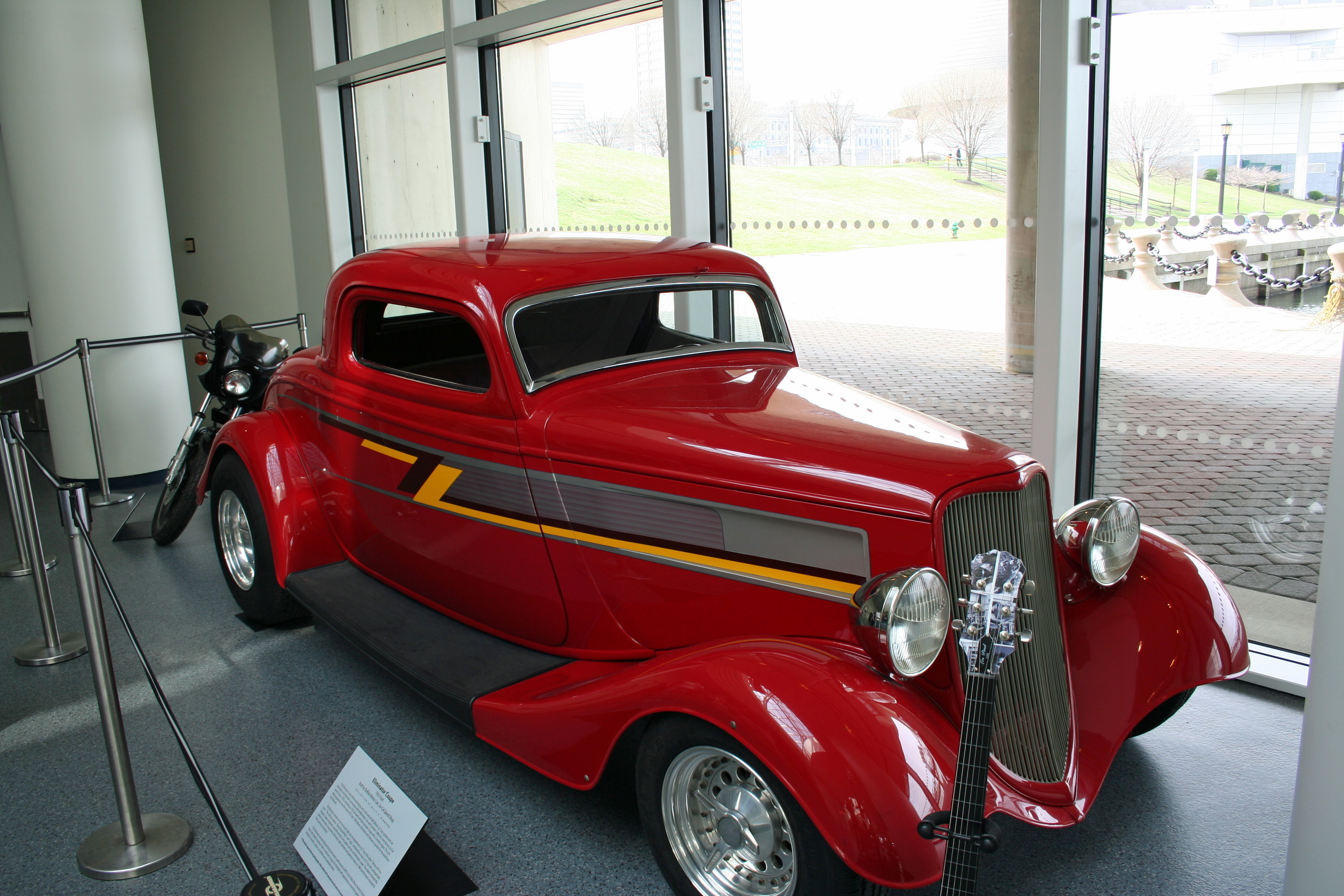
Eliminator в Музее Славы рок-н-ролла

Альбом назван по названию известного хот-рода Ford-купе 1933 года выпуска. Этот автомобиль, принадлежащий Билли Гиббонсу, в течение нескольких лет кастомизировался, и в 1983 году был окончательно доработан, получив собственное имя Eliminator. В дальнейшем этот автомобиль стал одной из узнаваемых марок группы, неоднократно использовался в клипах, телепрограммах; его изображение, прочно ассоциируемое с ZZ Top, тиражировалось на футболках, буклетах и т. п. Eliminator — термин многозначный и его перевод зависит от контекста: «отделитель», «подавитель», возможно что «отборный» или напротив, «выбывший». Утверждается также, что истоки слова следует искать в дрэг-рейсинге, где таким словом называют победителя заезда.

## Об альбоме
Наброски большинства песен, вошедших в альбом, были сделаны ещё во время Expect No Quarter Tour, тура, запущенного в 1979 году в поддержку альбома Degüello. По словам Билли Гиббонса «Такие сессии в грим-уборных, о которых так много рассказывают гастролирующие группы, на самом деле неоценимы в создании основы для работы в студии»
Дальнейшая работа над альбомом велась в течение лета и осени 1982 года и начала 1983 года в студии, которую группа оборудовала в 1981 году в доме Фрэнка Бирда в Хьюстоне. По словам Линдена Хадсона, нештатного звукооператора группы, который позднее возбудил судебное дело против ZZ Top (соответственно сведения, которые излагает он нельзя считать абсолютно нейтральными), всю работу над альбомом в этот период вели только Билли Гиббонс и он, со спорадическим участием Дасти Хилла и без всякого участия Фрэнка Бирда. Линден Хадсон говорит, что на тот момент, когда они вдвоём экспериментировали со звуком и обрабатывали музыкальные идеи, он не имел понятия на тот момент, что ведётся работа над новым альбомом, которому было суждено стать самой успешной работой группы. Все наброски записывались на 16-дорожечный магнитофон Tascam, высококлассную технику, но недостаточно профессиональную для окончательной записи. Как говорит Линден Хадсон, у него не было официального статуса в группе и надо считать его опытным звукоинженером, помогавшим Билли Гиббонсу в его экспериментах, и как получилось впоследствии, ставшем соавтором альбома. Билли Гиббонс впоследствии признал тот факт, что Линден Хадсон, работая с синтезаторами и секвенсором, сыграл большую роль в подготовке альбомов El Loco и Eliminator, а именно Eliminator превратил ZZ Top из малоизвестной за пределами США группы, играющей традиционный блюз-рок в звёзд мировой величины. «С Eliminator 1983 года ZZ Top совершили прыжок от неизвестности до звёздности».
О роли Линдена Хадсона в подготовке альбома соответствующий раздел 
В 1983 году готовая плёнка с записью была отвезена в Мемфис в Ardent Studio к звукорежиссёру Терри Мэннингу, с которым группа работала уже десять лет. На плёнке, по словам Хадсона, содержался уже готовый материал. Вокал и гитара (и гитарные наложения) были записаны Билли Гиббонсом, басовая партия была сделана на синтезаторе в основном тоже Билли Гиббонсом; Дасти Хилл записал вокал на тех треках, где его вокал был основным. Партия ударных, по словам Линдена Хадсона, была полностью сделана им на драм-машине, что при прослушивании вызвало гнев Фрэнка Бирда.
Заиграла первая песня и было очевидно, что это не Фрэнк играет на ударных. Я уже знал что произойдёт, но я вправду не хотел быть там при их разборках. Фрэнк выпрыгнул из своего кресла со сжатыми кулаками и крикнул прямо в лицо Билли: «Кто этот грёбаный барабанщик?». Билли неуверенно попытался объяснить. 
Оригинальный текст (англ.)The first song started and it was obviously not Frank playing drums. I already knew all about this, but I didn't really want to be here for this confrontation. Frank jumped up from his chair with his fists clenched and got right in Billy's face "who's that fucking drummer?" he yelled. Billy stuttered, tried to explain.

Линден Хадсон также, по его утверждению, подготовил и записал все партии синтезаторов. В Мемфисе работа над альбомом продолжилась, уже без Линдена Хадсона. По его словам, вклад Фрэнка Бирда в написание альбома ограничился наложением том-томов в партии. Терри Мэннинг на вопросы о том, как записывалась партия ударных, отвечает очень уклончиво, говоря о том, что он многое переделал, используя другую драм-машину, сочетая программные методы и игру вживую. Вместе с тем, он утверждает, что в основном всё записывалось под его руководством в Ardent Studios: большую часть работы проделал Гиббонс, записав партии гитары, частично баса (остальной бас записывал Мэннинг) и вокала, а партии синтезатора и ударных, а также накладки бэк-вокала записывал и исполнял сам Мэннинг. В бэк-вокальной партии принимал участие также Джими Джемисон, ставший вскоре фронтмэном Survivor
Так или иначе, после подготовки окончательного варианта, запись отправилась на мастеринг к известному звукооператору Бобу Людвигу (работал со звёздами, такими как Led Zeppelin, Queen, Metallica, Nirvana, Madonna, U2 и многими другими)
Eliminator поступил в продажу 23 марта 1983 года и сразу взлетел в хит-парадах. По замечанию обозревателя Rolling Stone «Вы практически должны были валяться в коме, чтобы в 1983 году не иметь вероятности потанцевать под Legs, Sharp Dressed Man, и Gimme All Your Lovin»
В альбоме удалось объединить сразу целый букет жанров музыки: блюз-рок, буги-вуги, хард-рок, метал, поп-музыку.
С этим альбомом ZZ Top стали группой, которая произвела революцию в блюз-роке, смешав его с синт-поп элементами перед шокированной и оторопелой толпой.
Оригинальный текст (англ.)With this album, though, ZZ Top becomes the band that revolutionized blues-rock by merging it with synth-pop elements before a shocked and terrified crowd.
 
Альбом вызвал гнев блюзовых пуристов: «…Это явилось кошмаром для анти-коммерчески настроенного сообщества, которое бросилось вместо ZZ Top покупать Стива Рэя Вона». Но число новых слушателей ZZ Top увеличилось.
Сознательное движение в сторону норм господствующего мейнстрима (иногда именуемое как «продажность»). Блюзовые приёмы и структурные инновации ушли, заменённые строгими барабанами в 4/4, басом четвертными долями и сдвоенными гитарными риффами.  
Оригинальный текст (англ.)A conscious move toward mainstream norms (sometimes described as a "sellout"). The blues conventions and structural innovation are gone, replaced by straight 4/4 drumming, quarter-note bass and doubled-guitar riffing. 
 
…это ZZ Top делающие метал. Не просто метал, а дэнс-метал. Это звучит нелепо, но выслушайте меня. Вся запись построена на бесподобных, тяжёлых, смазанных стенах дисторшн-аккордов, несущихся в комбинации с игрой Фрэнка Бирда на барабанах вживую и электронного пульсирующего бита   
Оригинальный текст (англ.)…this is ZZ Top going METAL. Not just METAL, but DANCEY-METAL. Which sounds ridiculous, but hear me out. The entire record is built upon huge, heavy, fuzzy walls of distorted chords riding a combination of Frank Beard’s real-life drumming and an electronic pulse beat.
 
Обозреватель Rolling Stone сказал, что:
ZZ сделали самую толковую музыку чем когда-либо; подготовленные гитаристом Билли Гиббонсом и менеджером Биллом Хэмом, лучшие треки Eliminator-а с нежной добавкой урчащих синтезаторов и электронными хлопками перкуссии, ввели буги для синих воротничков  в 80-е годы
Оригинальный текст (англ.)ZZ Top was making smarter music than ever, too; masterminded by guitarist Billy Gibbons and manager Bill Ham, Eliminator's best tracks brought blue-collar boogie into the Eighties with a subtle infusion of growling synthesizers and electro-slam percussion
 
В Allmusic отметили качество исходного материала:
Песни и сами по себе сделали бы Eliminator одним из трёх величайших альбомов ZZ Top, но использование синтезаторов и секвенсоров сделало его блокбастером, потому что это был звук того времени 
Оригинальный текст (англ.)The songs alone would have made Eliminator one of ZZ Top's three greatest albums, but their embrace of synths and sequencers made it a blockbuster hit, since it was the sound of the times.
 
CBS News в статье к 30-летию выпуска альбома заметили, что:
Музыкально, альбом ознаменовал изменение стиля через использование синтезаторов и танцевального ритма в сочетании с фирменной блюз-роковой гитарой Билли Гиббонса. Но эти новые формы не сделали звук блюз-рока от ZZ Top каким-то навороченным: скорее это добавило изюминку в музыку и обеспечило совершенный компромисс между традиционным блюзом и нью-уэйв
Оригинальный текст (англ.)Musically, the album marked a stylistic shift through its use of sythesizers and dance beats to complement Billy Gibbon's signature blues rock guitar playing. Yet those new textures didn't make ZZ Top's blues rock sound gimmicky--rather, it added an extra punch to the music and proved to be a perfect compromise between traditional blues and New Wave."
 
По словам Билли Гиббонса:
Тяжесть синтезаторов создала замечательную основу, которая позволяла гитаре оставаться самой собой. Я думаю, это потому что синтезаторы могли звучать на октаву ниже бас-гитары; это было прекрасным полнотелым фундаментом звука, который контрастировал с любой из моих гитарных партий. 
Оригинальный текст (англ.)The heaviness of the synthesizers created a nice platform that allowed the guitar to stand on its own. I think it’s because synths could play an octave below a bass guitar; there was a nice full bed of sound that contrasted with any of my guitar parts.
 
Отдельно отмечается изменившаяся манера пения Гиббонса, при этом обозреватели сравнивают изменения в Eliminator в этой части с изменениями в AC/DC в альбоме Back in Black. «Это мужественный рок-альбом с величайшей лидер-гитарой Билли Гиббонса и его хриплым, грубым вокалом, которого никогда не было. Помните, как AC/DC начинали с харизматичным дурацким вокалом Бона Скотта, и как затем переключились на серьёзное пение осипшего Брайана Джонсона с его вечным виски на губах? ZZ Top на этой записи провели такую же замену — но с тем же самым парнем…С другой стороны Дасти Хилл поёт так же, как всегда („воет на луну“), потому что из-за детской травмы он боится перемен».
В целом, Билли Гиббонс в ретроспективе говорил, что «Eliminator также стал той вехой, когда мы стали уделять серьёзное внимание таймингу и темпу. Это стало тем ориентиром, на который мы нацелились. Мы научились выдерживать грув после того, как он набросан. Это один из тех элементов, который позволил альбому выделиться в классическом направлении; все треки выверены и отстроены очень основательно». При этом в части темпа очень много сделал Линден Хадсон.
В то же время группа слишком точно старалась выдержать стандарт «10 песен в альбоме», пытаясь заполнить все отведённые 45 минут, и в результате альбом получился достаточно однообразным. «Отсутствие разнообразия — исключая слэп-басовую диковину Thug, — внушает тревогу, но в целом приемлемо, потому что большинство риффов в едином ключе»
Марк Приндл подвёл такой итог, сравнивая Eliminator с наиболее успешным альбомом группы периода 1970-х годов Tres Hombres.
В то время, как Tres Hombres — это широкая и хорошо написанная подборка хард-рока, блюз-рока, госпел и соула 1970-х, Eliminator один длинный, громкий, металлический пинок в морду — с диско-битом. Так что думайте сами, если вы решили купить только один альбом ZZ Top вместо этих двух составляющих рекомендуемой пары. Если вы хотите слушать великий блюз-хард-рок альбом, заценивать хуки и постукивать ногой, идите за Tres Hombres; если вы хотите долбиться головой и трясти задницей одновременно, Eliminator — ваш выбор. Музыка на этой записи непритязательная, жёсткая, громкая, временами быстрая, и полная забавного пульса образца 80-х годов    
Оригинальный текст (англ.)Where Tres Hombres is a wide-ranging and well-written selection of '70s hard rock, blues rock, gospel and soul, Eliminator is one long, loud, metallic kick in the face -- with a disco beat! So I'll leave it up to you if you're determined to buy only one ZZ Top album instead of both pieces of this recommended pair. If you want a great blues-hard-rock album to listen to and dig the hooks and tap your foot, go with Tres Hombres; if you want to bang your head and shake your booty at the same time, Eliminator's your man. The music on this record is mean, hard, loud, (occasionally) fast, and full of hilarious '80s pulse beats.
 

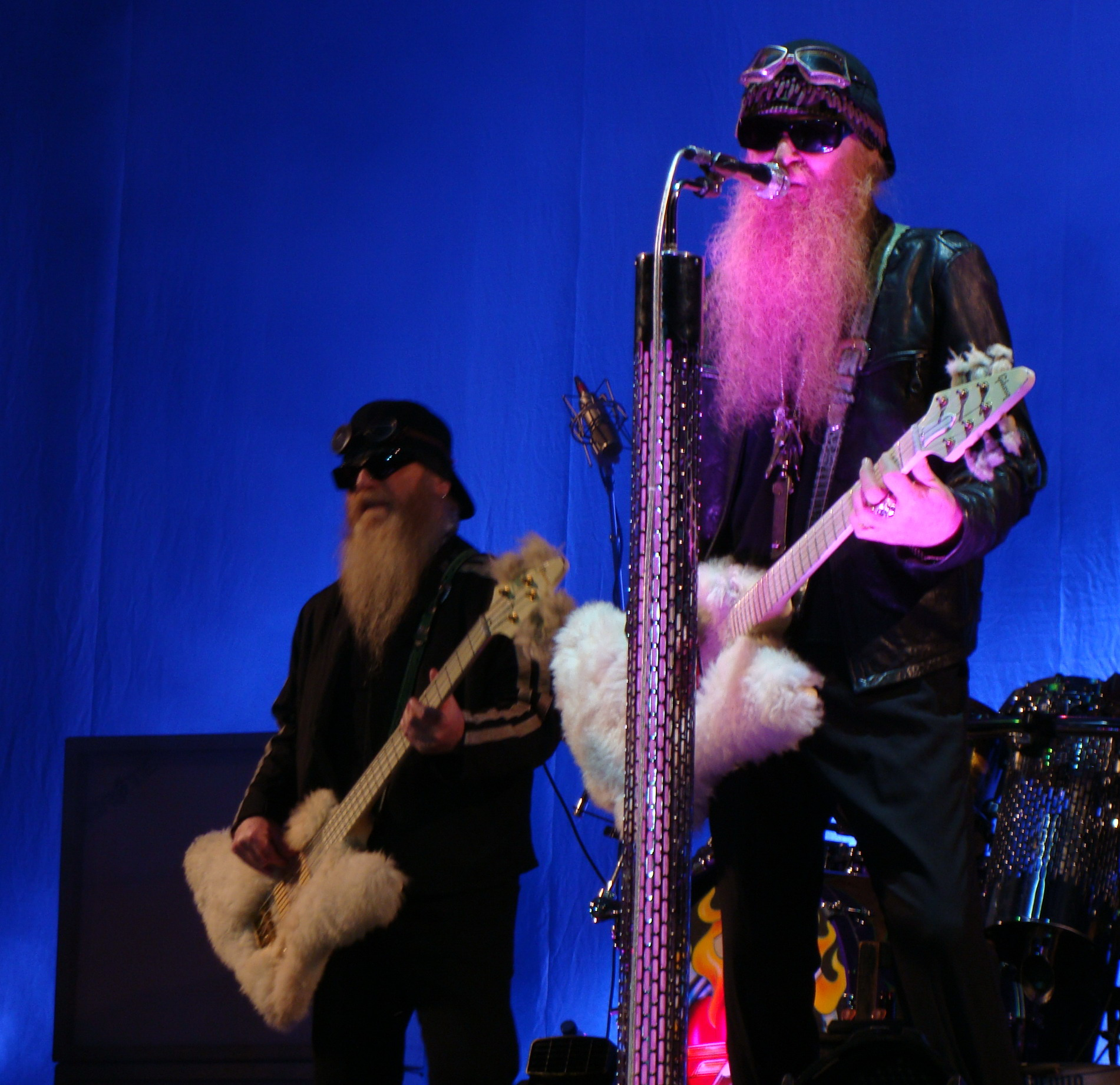
ZZ Top c гитарами, обшитыми овчиной.2008 год

Для продвижения альбома группа выпустила пять синглов и впервые в своей истории выпустила три видеоклипа: Gimme All Your Lovin', Sharp Dressed Man и Legs. Эти клипы, в которых использовался ставший сейчас уже привычным антураж группы: гитары Dean Z, обшитые овчиной, автомобиль Eliminator, солнцезащитные очки, бороды и характерный жест группы, активно ротировались на MTV. Клип «Legs» стал победителем MTV Video Music Awards «Лучшее видео группы 1984 года», а клип Sharp Dressed Man был в числе пяти номинантов на премию.

## Оборудование при записи
Терри Мэннинг говорит о том, что при записи Билли Гиббонс использовал две гитары Dean ML, очень качественные гитары, сделанные по особому заказу, одна в форме Gibson Flying V, вторая в виде гротескного Fender Stratocaster. Обе гитары были оборудованы одиночными хамбакерами DiMarzio Super Distortion. То, что именно эти гитары использовались вспоминает и Линден Хадсон, говоря о том, что он настаивал на их использовании (Гиббонсу они казались неудобными). Они подключались к усилителю Legend 50W c одним динамиком 12" Celestion; использовался микрофон AKG 414B-ULS. 98 % всего материала было записано именно в такой схеме. Партия ритм-гитары (через усилитель Marshall) было сыграна и записана Терри Мэннингом небольшими отрывками, которые дублировались и затем склеивались, потому что не было никакой возможности избежать отзвука струн при смене аккордов. Гитарные соло Гиббонса в основном записывались целиком, иногда с копированием отдельных фраз. Партия баса записывалась частью и Гиббонсом, и Мэннингом или на бас-гитаре, или на аналоговом синтезаторе c выставляемыми цифровыми параметрами Mini Moog; партии, сыгранные на гитаре всё равно пропускались через синтезатор. Партия ударных была записана на драм-машине Oberheim. Подкладки и «ангельский голос» были записаны на синтезаторе Yamaha DX-9; общий синтезаторный аккомпанемент на Memory Moog, полифоническую модификацию Mini Moog

## Роль Линдена Хадсона в подготовке альбома
По утверждениям Линдена Хадсона, по факту он является соавтором всего альбома, включая его концепцию, подготовку материала и запись. Во-первых, именно он глубоко исследовал вопрос, изучив популярность тех или иных песен, и настоял на использовании темпа в 124 удара в минуту (в нём написаны главные хиты альбома). Эта точка зрения (иногда называется 120 ударов в минуту) разделяется многими исследователями творчества группы. Мнение Дэвида Блэйни, с 1969 по 1984 год менеджера группы, директора по свету, сцене и «в общем раба на галере», автора книг «ZZ Top по ту сторону сцены: от блюза к буги и к бородам» и «Sharp Dressed Man — ZZ Top»: «Eliminator продвигался к мультиплатиновому статусу, так, как и предполагал Линден, когда они с Билли настраивали 124-ударный темп, и аранжировали в нём весь материал…По-честному, Линден Хадсон должен был иметь своё имя под всем альбомом и получить вознаграждение, которое он заслужил. Вместо этого он подвергся остракизму». Журналист Texas Monthly Magazine в 1996 году утверждал, что весь материал, который был на плёнке, отвезённой в Ardent Studio, был уже аранжирован в темпе 124 удара в минуту. Сам Хадсон приводит описание одной из сцен, когда он и Фрэнк Бирд в 1982 году работали волонтёрами-диджеями на дискотеке в рамках программы лечения наркозависимых:
Однажды ночью я и Фрэнк вели дискотеку и я сказал: «Эй, Фрэнк, давай поставим следующей ZZ Top». Он сказал «Ой, ставь, мне без разницы». И я поставил ZZ Top. Все сели и перестали танцевать. Я шепнул Фрэнку: «Ты видел это?». Он выглядел немного озадаченным. Где-то через час я запустил другую песню ZZ Top на проигрывателе. Все снова сели. У меня было интуитивное чувство, что этот под такую музыку невозможно танцевать, а это только подтвердило мои догадки…Так или иначе, процесс подготовки нового альбома, под который можно было бы танцевать, начался когда-то тогда. 
Оригинальный текст (англ.)One night Frank and I were doing a dance and I said "hey Frank, let's put a ZZ Top song on next". He said "aw, ok, I don't care, go ahead." So I played a ZZ Top song next. Everyone sat down and stopped dancing. I whispered to Frank "did you see that?" He looked a little puzzled. About an hour later I slipped another ZZ Top song on the turntable. Everyone sat down again. I had a gut feeling that this stuff wasn't dance-able already, but this proved it. 
 
Во-вторых, Линден Хадсон утверждает, что он вместе с Билли Гиббонсом полностью подготовил и записал альбом (в том числе, помогая Гиббонсу писать тексты). Он не отрицает того, что Терри Мэннинг многое переписал на профессиональном оборудовании (так, при записи в студии группы использовалась драм-машина Maching, а в релизе звучит иное, более профессиональное оборудование), но утверждает, что те партии, что он записал, были переписаны в практически неизменном виде. То же касается и всех партий синтезаторов; а в отдельных случаях, запись синтезаторов осталась изначальной. Терри Мэннинг, говоря в частности о барабанах и утверждая, что он придумал вместе с Гиббонсом все партии, тем не менее многозначительно намекает: «Ах, если б я мог рассказать как всё было на самом деле… Может быть, когда-нибудь»…
В-третьих, Линден Хадсон является автором песни Thug, и это подтверждено судебным решением. В результате тяжбы, начатой Хадсоном против ZZ Top в 1983 году, и длившейся пять лет, он смог признать за собой авторские права на песню и получить компенсацию в сумме 600 000 долларов США. Тяжба была относительно только этой песни; по всему остальному Хадсон претензий не предъявлял. Как вспоминал Хадсон, он придумал и записал эту песню во время работы с Гиббонсом, и когда Гиббонс её случайно услышал, он предложил включить её в альбом, сыграв в ней соло на бас-гитаре.
В-четвёртых, утверждается, в том числе и Дэвидом Блэйни, что песня Got Me Under Pressure написана и записана, включая текст, совместно Хадсоном и Гиббонсом за один день, и в этой песне Гиббонс записал гитары и вокал, а Хадсон бас и барабаны. Бирд и Хилл даже не знали о её существовании. Дэвид Блэйни в книге описывает сцену, когда в студию прибыл продюсер группы Билл Хэм и попросил сыграть эту песню, название которой переводится как «Держать под давлением, держать в напряжении». Бирд и Хилл посмотрели на Хэма «как на дурачка»: «Что за чертовщину ты несёшь, сыграть с напряжением? Мы всегда выкладываемся по полной».
Так или иначе, по-видимому следует признать, что Хадсон сыграл немалую роль в подготовке исходного материала альбома, во всяком случае, большую, чем Фрэнк Бирд и Дасти Хилл или Терри Мэннинг, но детали этого участия известны в большей степени от самого Хадсона, остальные же участники уклоняются от прямых ответов. Дэвид Блэйни заметил, что «Сложно поверить, что парни умышленно кинули Линдена, но иногда вы предпочитаете забыть откуда вы пришли. Очень просто заразиться жадностью и корыстью в шоу-бизнесе»

## Регалии альбома
- Бриллиантовый диск по версии RIAA (США)
- Бриллиантовый диск по версии CRIA (Канада)
- 4-х Платиновый диск по версии BPI (Великобритания)
- 39 место в списке 100 величайших альбомов 80-х по версии Rolling Stone
- 67 место в рейтинге «100 лучших рок-альбомов всех времён» по версии журнала Classic Rock[20].
- 396 место в списке 500 величайших альбомов всех времён по версии журнала Rolling Stone
- По версии журнала Rock Hard альбом входит в число 500 величайших рок и метал альбомов всех времён
- Видеоклип на песню «Legs» выиграл в 1984 году премию MTV в номинации «Лучшее видео рок-группы»

## Список композиций
Все песни написаны Гиббонсом, Хиллом и Бёрдом.
- Gimme All Your Lovin' — 4:03
Gimme All Your Lovin (англ. Отдай мне всю свою любовь). Первый по порядку из трёх MTV-хитов в альбоме. «Если описать одну из них, это во-многом опишет их все: разные, но похожие риффы, уже упомянуты „металлические“ синтезаторы (которые могли бы на самом деле быть просто обработанными гитарами), и Фрэнк Бирд, долбящий 4/4 как будто он неумолимый техасский робот»[11]. Текст песни непримечателен, мужчина просит женщину отдать ему всю свою любовь (и объятья, и поцелуи).
- Got Me Under Pressure — 4:02
Got Me Under Pressure (англ. Она держит меня под давлением). Пример новой волны в творчестве группы, «скоростной фузз-пульсирующий трэк». В песне речь идёт от имени мужчины, который описывает достаточно равнодушную к нему женщину, как то, что постоянно держит его под давлением, в напряжении, «в тонусе» и он с этим не в состоянии совладать.
- Sharp Dressed Man — 4:12
Sharp Dressed Man (англ. Одетый с иголочки мужчина). Второй MTV-хит альбома и едва ли не самая известная песня группы. Её можно слышать в эпизодах мультсериалов Бивис и Баттхед, King of the Hill, серии The Old Man and the Key мультсериала Симпсоны, ситкомах Женаты... с детьми и Два с половиной человека, фильме Эван всемогущий; также она доступна в игре Guitar Hero. Она же всегда звучит в тот момент, когда нападающий Чикаго Блэкхокс Патрик Шарп забивает гол. В песне поётся от лица остромодно, одетого с иголочки, обеспеченного мужчины, который из-за этого не испытывает недостатка в женском внимании. Песня имеет свою историю: она написана Билли Гиббонсом после поездки в Великобританию, где он увидел толпы модников, фланирующих по улицам Лондона.[6]. Музыкально «жёсткий циничный блюз-рок»[13] (вынося за скобки использованные синтезаторы, которых, за исключением баса и барабанов, в этой песне немного — лишь странные вокальные эффекты[21]). Половина гитарного соло (его слайд-часть) сыграна на Fender Esquire, настроенной в открытой «ми», которая резко переходит в соло, сыгранное на неизменной Gibson Les Paul Pearly Gates.[22] Дасти Хилл сказал, что песня о том, кто ты на самом деле. «Если ты байкер, то круто быть в коже. Если панк-рокер, то тоже надо быть соответствующим. Быть с иголочки в любой твоей ипостаси. Всё это в голове. Если ты ощущаешь себя с иголочки, то ты такой и есть»[23]
- I Need You Tonight — 6:13
I Need You Tonight (англ. Ты нужна мне этой ночью). «Баллада без единой капли эмоций, но всё равно звучащая по-настоящему круто — должно быть какая особенная штука». «Она даёт возможность выкрутить громкость до конца, и заслушать постоянный ритм (вы должны полюбить нескончаемые 4/4 от начала и до конца, в конце концов, нельзя же всю жизнь слушать 27/24, не так ли?), затейливые сочные вылизанные соло, который звучат эхом в вашей гостиной»[11]. Басовая партия в этом треке сыграна на настоящей бас-гитаре. Текст — типичная любовная лирика.
- I Got the Six  — 2:53
I Got the Six (англ. У меня шестёрка) Песня, в которой поёт Дасти Хилл, названа не-хитовым материалом, но она «выносит мозг, особенно если остановиться на овердрайв-соло Билли в последней части песни, где кажется он бросает вызов духу Кита Ричардса, только в собственном гитарном звуке»[11]. Текст песни по меньшей мере, фривольный: она поётся от имени мужчины, который поглощён разглядыванием непристойных фотографий в журналах и мастурбацией: «Я услышал крик петуха…(the rooster crow, где rooster в сленге половой член, соответственно, „я почувствовал возбуждение“)…похоже, мне надо погонять лысого» (to spank my monkey, можно перевести как «погонять проказника», в сленге «мастурбировать»). Припев песни «У меня шестёрка, давай сюда свою девятку» отсылает к известной позе 69.
- Legs — 4:33
Legs (англ. Ножки). Третий по счёту MTV-хит альбома, с наиболее ощутимым влиянием AOR-рока и поп-музыки. Терри Мэннинг вспоминал, что он долго колдовал над записью, записывая и пропуская её через несколько устройств. На этой песне особенно заметны синтезаторы, наряду с ровным ритмом и небольшим количеством изменений аккордов в аккомпанементе. По определению Марка Приндла «озорной электронный поп-блюз-метал смэш»[13]. Песня тоже имеет свою историю, и как ни странно, не имеет отношения к сексу. По словам Гиббонса, они ехали в Лос-Анджелесе в очень дождливый день на студию и увидели девушку, которая уворачивалась от дождевых капель. «Первое, на что я обратил внимание — это на её ножки, а второе на копну волос, как у Брук Шилдс»[23]. Как истинные южане, они развернулись и остановились, чтобы забрать её в машину. «Бац…она исчезла. И мы сказали „У этой девушки классные ножки и она знает, как ими пользоваться“»[6] (почти точная первая фраза песни).
- Thug — 4:19
Thug (англ. Гангстер) Как уже указывалось, настоящим автором песни является Линден Хадсон, а партию бас-гитары слэпом сыграл Билли Гиббонс. Песня выпадает из целостной картины альбома, по замечанию Марка Приндла это некий индастриал из фильма Полиция Майами: Отдел нравов[13], «нескрываемый стиль восьмидесятых, почти экспериментальная синт-хэви песня»[21]. В песне речь возможно идёт от имени преступника Фрэнка Морриса, единственного заключённого, который предположительно смог сбежать из Алькатраза. Он по тексту отнимает автомобиль и разговаривает с его водителем. На Морриса в тексте указывают дата ареста («я с 1956 года не сидел за рулём», 1956 год — год ареста Морриса), упоминание о побеге из Алькатраза 21 июня (побег Морриса состоялся 11 июня 1962 года, возможно что в тексте фактическая ошибка). Песню «Thug» можно слышать в игре Grand Theft Auto IV
- TV Dinners — 3:50
TV Dinners (англ. ТВ-обеды). TV dinner[англ.] — распространённая в частности в США форма упаковки пищи, представляющая собой готовую еду (комплекc еды, например из гарнира, основного блюда и соуса) в упаковке, которую нужно лишь подогреть. В песне герой не без иронии восхищается такими обедами («двадцатилетняя замороженная индейка в тридцатилетней консерве») и готов есть их снова и снова. Песня, наряду с тремя главными хитам, также часто ротировалась на радио. На эту песню Гиббонса вдохновила женщина в одном из ночных клубов Мемфиса: на спине её спортивного костюма была надпись TV Dinners, чему тогда удивился Гиббонс.[6] Песня записывалась одной из последних в сессии, она также достаточно насыщена синтезаторами, в этом случае органом, на котором играл Гиббонс.[21]
- Dirty Dog — 4:06
Dirty Dog (англ. Паскуда). В контексте той точки зрения, что альбом несколько затянут и изобилует самоповторами, Марк Приндл отметил, что эта песня во многом «Got Me Under Pressure — Часть II.»[13]. По точке зрения обозревателя Classic Rock песня «лучшая настоящая танцевальная песня на второй стороне пластинки, с постоянным ритмичным синтезатором Хилла и „тум-тум-тум“ на бас-барабане от Бёрда».[21]. С точки зрения текста песня в известной степени скабрёзная: обращение «Паскуда» (или возможно «Грязная сучка», «Дешёвая проститутка») употреблено по отношению к девушке, которая, несмотря на все её достоинства, «тёрла» эти достоинства на другом парне, и теперь она для автора песни всего лишь история.
- If I Could Only Flag Her Down — 3:39
If I Could Only Flag Her Down (англ. Если б я только мог её привлечь). Марк Приндл, наряду с песней Dirty Dog находит эту песню как ту, без которой можно было вполне бы обойтись в альбоме. С другой стороны, утверждается, что песня пропитана «чувством буги-вуги прежних времён ZZ Top»[21] или то, что «песня основана на блюзовых стандартах»[24]. В песне мужчина говорит о том, что бы он сделал с девушкой (я бы её просто «потряс», «разбил» и т. п.), но увы, лишь в том случае, если бы высокомерная девушка обратила на него своё внимание (устойчивое выражение flag down в переводе может означать «привлечь чьё-то внимание»; часто употребляется в значении «остановить машину на шоссе жестом». Возможно, что вместе с тем уместен и такой перевод «Если б я только мог сбросить её флаг»)
- Bad Girl — 3:13
Bad Girl (англ. Плохая девчонка). Ещё одна песня, в которой поёт Дасти Хилл «в неистовой манере Литтла Ричарда, в духе рокеров старых времён»[21]. «Живой» атмосферы в песню добавляет наложенный на запись шум публики на концерте. «Прекрасный кусочек буги, завершающий альбом на той же ноте, что в предыдущем альбоме завершала песня Party On The Patio»[11]

В коллекционном издании 2011 года альбом дополнен:
- Legs — 3:35 (в сингл-версии)
- Gimme All Your Lovin' — 4:45 (live)
- Sharp Dressed Man — 5:14 (live)
- I Got the Six — 3:05 (live)
- TV Dinners — 4:13 (live)
- Got Me Under Pressure — 4:06 (live)
- Legs — 7:50 (танцевальный ремикс)

## Участники записи
- Билли Гиббонс — гитара, вокал, бас-гитара
- Дасти Хилл — бэк-вокал, клавишные, вокал на «I Got the Six» и «Bad Girl».
- Фрэнк Бирд — ударные (том-томы)
- Линден Хадсон — синтезаторы, инженер пре-продакшна
- Билл Хэм — продюсер
- Терри Мэннинг — звукооператор, бас-гитара, клавишные, драм-машина
- Боб Людвиг — мастеринг
- Боб Алфорд — дизайн обложки

## Чарты и сертификация

### Недельные чарты
| Чарты (1983-85)                  | Позиция |
| -------------------------------- | ------- |
| Австралия (ARIA)                 | 2       |
| Австрия (Ö3 Austria)             | 4       |
| Нидерланды (Album Top 100)       | 4       |
| Германия (Media Control)         | 25      |
| Швеция (Sverigetopplistan)       | 13      |
| Швейцария (Schweizer Hitparade)  | 11      |
| Норвегия (VG-lista)              | 13      |
| Новая Зеландия (RMNZ)            | 4       |
| Великобритания (UK Albums Chart) | 3       |
| США (Billboard 200)              | 9       |

| Чарт (1987)           | Позиция |
| --------------------- | ------- |
| Новая Зеландия (RMNZ) | 11      |

### Чарт по концу года
| Чарт (1983)                  | Позиция |
| ---------------------------- | ------- |
| Великобритания (Gallup Poll) | 17      |
| US Billboard 200             | 31      |

### Singles
Синглы — Billboard (США)
| Год  | Сингл                 | Чарт                      | Позиция |
| ---- | --------------------- | ------------------------- | ------- |
| 1983 | Gimme All Your Lovin  | Mainstream Rock           | 2       |
| 1983 | Gimme All Your Lovin  | The Billboard Hot 100     | 37      |
| 1983 | Got Me Under Pressure | Mainstream Rock           | 18      |
| 1983 | Sharp Dressed Man     | Mainstream Rock           | 8       |
| 1983 | Sharp Dressed Man     | The Billboard Hot 100     | 56      |
| 1983 | TV Dinners            | Mainstream Rock           | 38      |
| 1984 | Legs                  | Hot Dance Music/Club Play | 13      |
| 1984 | Legs                  | The Billboard Hot 100     | 8       |
| 1984 | Legs                  | Mainstream Rock           | 3       |

### Сертификации
| Регион                        | Сертификация  | Продажи     |
| ----------------------------- | ------------- | ----------- |
| Австралия (ARIA)              | 4× Платиновый | 280 000^    |
| Австрия (IFPI Austria)        | Золотой       | 25 000*     |
| Канада (Music Canada)         | Бриллиантовый | 1 000 000^  |
| Финляндия (Musiikkituottajat) | Платиновый    | 71,121      |
| Франция (SNEP)                | 2× Платиновый | 672,600     |
| Германия (BVMI)               | 3× Золотой    | 750 000^    |
| Великобритания (BPI)          | 4× Платиновый | 1 200 000^  |
| США (RIAA)                    | Бриллиантовый | 10 000 000^ |